# بانانا
بانانا (به لاتین: Banana) یک منطقهٔ مسکونی در کیریباتی است که در کیریتیماتی واقع شده‌است.